# Malcolm Evans (programmeur)
Pour les articles homonymes, voir Malcolm Evans et Evans.
Malcolm Evans (né le 10 avril 1944) est un programmeur de jeux informatiques britannique, surtout connu pour ses jeux 3D Monster Maze pour le Sinclair ZX81 et Trashman pour le ZX Spectrum, sortis respectivement en 1982 et 1984.
Lui et son frère jumeau, Rod, sont nés à Romford, mais sa famille a rapidement déménagé à Portsmouth . Il a un Baccalauréat en Science de l'électronique de l' école polytechnique de Portsmouth et a rejoint Marconi, où il a travaillé sur des projets de grande puissance, tels que la technologie des satellites. Puis, au milieu des années 1970, il a déménagé pour travailler pour Smiths Aviation, où il a conçu du matériel pour mettre en œuvre des systèmes de contrôle informatique pour les moteurs à réaction .
En 1979, il déménage à nouveau chez Sperry Gyroscope à Bristol, où il rejoint son groupe d'applications de microprocesseurs. Là, il s'est retrouvé à utiliser le langage de code machine Zilog Z80 et Intel 8088 pour de petites applications de nature classifiée pour le ministère de la Défense . L'usine de Bristol a été fermée en 1981, mais à ce moment-là, Malcolm avait reçu une ZX81 de sa femme, Linda, pour son trente-septième anniversaire en avril 1981. Malcolm a développé 3D Monster Maze pour tester ce dont l'ordinateur était capable, et l'a terminé en novembre.
Au printemps 1982, Evans a fondé sa propre entreprise, New Generation Software, qui a continué à produire des jeux pour le ZX Spectrum et à être le pionnier de l'industrie du jeu 3D.